# Piramide van Baka
De piramide van Baka is een onafgemaakte piramide van de heerser Baka of Bicheris in Zawyet el'Aryan.

## Piramide

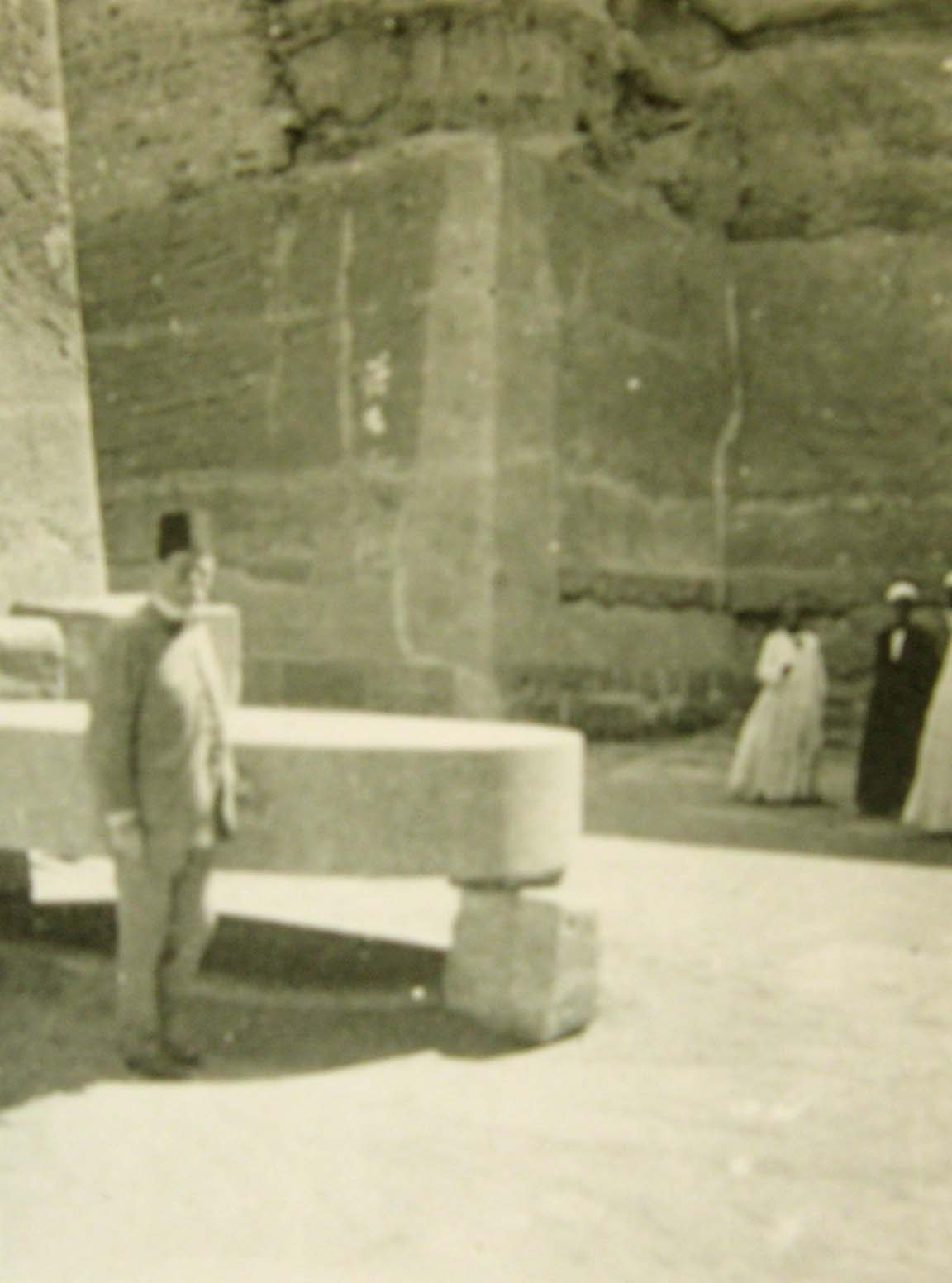
De grafkamer
(1912), Alexandre Moret

De piramide is gebouwd in de 4e dynastie door Baka of Bicheris. In het midden is een oost-west georiënteerde geul. Op de vloer liggen blokken van kalksteen en graniet, de fundering van de begraafkamer. In het westelijke deel staat een sarcofaag die van roze graniet is gemaakt. Eromheen zijn de resten van een muur gevonden, in de vorm van een rechthoek en noord-zuid georiënteerd.

## Datering en eigenaar
Men gaat ervan uit dat het Baka is, maar velen twijfelen eraan. Sommigen geloven dat het gemaakt is in de 3e dynastie en dat de eigenaar Nebka of Neferkare is. Hoewel er een naam is gevonden in een cartouche, sluit dit niet heel veel uit.